# Andrena kristina
Andrena kristina är en biart som beskrevs av Lanham 1983. Andrena kristina ingår i släktet sandbin, och familjen grävbin. Inga underarter finns listade i Catalogue of Life.